# Моріс Петерс
Моріс Петерс (нід. Maurice Peeters, 5 травня 1882 — 6 грудня 1957) — нідерландський велогонщик.
Олімпійський чемпіон 1920 року в спринті на 1000 м, бронзовий призер 1924 року в гонці на 2000 м на тандемах.